# Marc Judith
Marc Marius Judith (Saint-Claude, 19 gennaio 1987) è un ex cestista francese.

## Palmarès
- Campionato francese: 1

Nanterre: 2012-13
- Coppa di Francia: 1

Nanterre: 2013-14
- Match des Champions: 1

Nanterre: 2014
- EuroChallenge: 1

Nanterre: 2014-15